# Замок Клонмакнойс
Замок Клонманнойс (замок Клуайн Мік Нойс, замок Луки Синів Нойса, англ. Clonmacnoise Castle, ірл. Caisleán na Cluain Mhic Nói) — один із замків Ірландії, розташований в графстві Оффалі, біля річки Шеннон, на південь від міста Атлон. Це кам'яний замок, що стояв колись біля знаменитого монастиря Клонмакнойс — одного з культурних центрів Ірландії, де писалися літописи Ірландії і було записано багато літературних творів. Монастир і замок були збудовані в 544 році святим Святим Кіараном, що був родом з Рах Круахана — столиці королівства Коннахт (не плутани зі Святим Кіараном Сайгірським — покровителем королівства Осрайге. Замок Клонманконс до ІХ століття був під контролем королівства Коннахт. Завдяки своєму стратегічному положенню замок і монастир стали центром релігії, освіти, науки Ірландії. Більше того — Клонмакнойс в ті часи (VI—IX століття) був одним із культурних та наукових центрів Європи. У ІХ — ХІІІ століттях замок і монастир були під контролем королів Міде. Багато королів Тари, королів Міде та Коннахту були поховані біля замку Клонмакнойс. Нині замок лежить в руїнах, руїни є під контролем Управління громадських робіт Ірландії.

## Історія замку Клонмакнойс
Замок Клонмакнойс був побудований на перетині торговельних шляхів, що йшли через болота центральної Ірландії вздовж Ейскір Ріад — долинами, що колись лишили льодовики. У цьому місці зустрілись святий кіаран та верховний король Ірландії Діармайт Ві Кербайлл і заснували тут церкву, монастир та замок у 544 році. Перші споруди були дерев'яними, потім на їх місці були збудовані кам'яні споруди. Діармайт Ві Кербайлл був першим коронованим християнським верховним королем Ірландії. У вересні 549 році Святий Кіаран помер від чуми під час епідемії і був похований біля замку Клонмакнойс.
Святий Адомнан писав, що Святий Колумба відвідав замок і монастир Клонмакнойс, коли він вирушив у подорож для заснування монастиря Дарроу (за свідченням наставників монастиря на острові Йона). Під час відвідування замку Клонмакнойс він виголосив пророцтва про майбутнє церкви Ірландії, висловився про датування Великодня, проголосив, що ангели відвідували замок Клонмакнойс. У цей час чернець Ернене Мак Красені, що був тоді ще хлопчиком, намагався торкнутися одягу Святого Колумби. Той схопив його, наказав відкрити рот і благословив, сказавши, що той буде великим проповідником і вченим Ірландії. Так і сталося.
У VI столітті монастир і замок Клонмакнойс спустошила чума, забравши чимало монахів, студентів, вчених. Найбільше зростання і вплив замку і монастиря Клонмакнойс простежувався в VIII—XII століттях. Монастир і замок Клонмакнойс зазнали численних нападів і зруйновано англо-норманськими феодалами — понад 40 разів англо-норманські феодали нападали на замок Клонмакнойс. Крім того, на замок Клонмакнойс нападали ірландські клани під час війн між кланами (27 разів), нападали вікінги (7 разів), нормани (6 разів). Під час цих війн загинуло багато цінних творів мистецтва, літописів та літератури. Основні кам'яні конструкції замку Клонмакнойс були побудовані в ІХ столітті. На той час в замку навколо нього жило понад 1500 чоловік, а в ХІ столітті понад 2000 чоловік. Хоча замок був у віданні церкви і був частиною монастиря, тут жило чимало світських осіб, що були ремісниками, торговцями, воїнами. Одні з найкращих кам'яних і металевих виробів мистецтва Ірландії були створені саме тут. Зокрема, у замку Клонмакнойс була написана «Книга Скорботної Корови» (ХІІ століття), вирізаний з каменю Хрест Писання.
У ХІІ столітті монастир занепав, зросло місто Атлон, зросло значення інших монастирів Ірландії, які заснували бенедиктинці, францисканці, августинці. У 1552 році англійська армія захопила, розграбувала та зруйнувала замок і монастир Клонмакнойс. Після цього замок лишився в руїнах і більше не відновлювався. Руїни замку Клонмакнойс відвідав Папа Римський Іоан-Павло ІІ під час візиту до Ірландії в 1979 році.